# Bo Skovhus
Bo Boje Skovhus (født 22. maj 1962 i Ikast) er en dansk operasanger (baryton), der i en lang årrække har hørt til blandt de internationale operastjerner. 
Han er uddannet ved konservatoriet i Århus og Operaakademiet i København. Han blev med et slag kendt efter sin vellykkede debut i titelpartiet i Mozarts Don Giovanni på Volksoper i Wien i 1988. Han har siden 1991 været fast tilknyttet Wiener Staatsoper og har optrådt på alle de kendte operascener i roller som Eisenstein i Flagermusen, Greven i Figaros Bryllup, titelpartiet i Eugen Onegin og Alban Bergs Wozzeck. Han har desuden haft en stor international karriere som liedsanger og har indspillet en række cd'er med sange af Schubert, Schumann og Wolf.

## Diskografi
- 1993 Wolf/Korngold: Lieder – Sony SK57969
- 1994 Schubert Schwanengesang – Sony SK66835
- 1996 The Heart of the Poet (sange af Robert og Clara Schumann) – Sony SK62372
- 1997 Schubert: Die schöne Müllerin – Sony SK63075
- 2002 Mahler: Des Knaben Wunderhorn (med Anna Larsson) – DR DRS1
- 2003 Songs by the Sea – (nordiske sange af Grieg, Stenhammar, Carl Nielsen, Ture Rangström)- Chandos CHAN10249
- 2006 Paul von Klenau: Die Weise von Liebe und Tod – Dacapo 6220532
- 2009 Schubert & Schumann: Leise flehen meine Lieder – Sony 88697451132

## DVD
- 1996 Franz Lehar: Die lustige Witwe (Danilo), San Francisco Opera – Opus Arte,
- 2006 Franz Lehar: Der Graf von Luxemburg (titelrolle), Theater an der Wien – cpo 777194-2
- 2006 Wolfgang Amadeus Mozart: Le nozze di Figaro (Grev Almaviva), Salzburger Festspiele – DG 0734245
- 2007 Richard Wagner: Tristan und Isolde (Kurwenal), Glyndebourne Festival – Opus Arte, OA0988D